# 早间秀
《早间秀》（英語：The Early Show）是一档美国晨间电视新闻及脱口秀节目，由哥伦比亚广播公司（CBS）每周一至周六早上7点至9点从美国纽约播出。在一些地区，周六版的节目并不播出。节目于1999年11月2日首播，虽然哥伦比亚广播公司（CBS）自1965年起就推出了在同时段播出的节目，但《早间秀》仍是主要电视网同类型早间新闻节目里最年轻的一个。2012年後，早間秀被CBS今晨取代。
《早间秀》与它之前的几档同时段节目一样，传统上一直处于美国三大电视网早间时段收视率第三的位置，落后于美国全国广播公司（NBC）的《今天（TODAY）》美国广播公司（ABC）的《早安美国（Good Morning America）》。

## 《早间秀》前传

### 20世纪50年代
从1954年起，哥伦比亚广播公司（CBS）曾尝试多个早间节目。首先开播的是《晨早秀（The Morning Show）》（1954–1956），最初节目由沃尔特·克朗凯特（Walter Cronkite）主持，形式与NBC的《今天》节目类似。（节目最初也从早上7点到9点播出两个小时，1955年因早间儿童节目Captain Kangaroo的开播，播出时间被减少到一个小时。）该节目后来增加的主持人还包括Jack Paar、John Henry Faulk和Dick Van Dyke。接下来推出的早间节目是威尔·罗杰斯主持的《早安！（Good Morning! with Will Rogers, Jr.）》节目，这个节目总共只播出了14个月，之后被由Jimmy Dean主持的一个时长一个小时的早间综合节目取代。在《晨早秀（The Morning Show）》停播后，CBS每天早上7：45播出一个由Stuart Novins主持的15分钟的新闻播报，在早间儿童节目Captain Kangaroo之前播出，并冠以《CBS早间新闻（CBS Morning News）》的节目名称。

### 20世纪60及70年代

#### 20世纪60年代
哥伦比亚广播公司（CBS）在8年的时间里对于击败《今天》这一计划都没有认真对待。1963年9月2日，《CBS早间新闻（The CBS Morning News）》节目正式推出，和与之相对应的《CBS晚间新闻》相似，它的特色也是由多位长年在CBS新闻任职的主持人和记者参与的硬新闻播报。刚开始时它是一个半小时的节目，由迈克·华莱士（Mike Wallace）主持，在每周一至周五上午10：00播出。巧合的是，它取代了由华莱士日后主持的《60分钟时事杂志》的同事哈里·里森纳（Harry Reasoner）主持的CBS日间杂志节目《日历（Calendar）》。1965年8月，在电视网发现他们可以通过在早上10点播出重播的《I Love Lucy》赚更多的钱之后，CBS将节目的播出时间移至早上7：30，节目时间调整后，华莱士只在节目中又呆了一年，并最终厌倦了这个苦差事，他离开了节目转而为CBS新闻报道理查德·尼克松的复出。华莱士建议让洛杉矶的新闻记者Joseph Benti接替他。

#### 20世纪70年代
1969年3月31日，在Joseph Benti走马上任之后，节目成为了CBS电视网首个定时播出的一小时新闻节目。直到1981年以前，它都一直在Captain Kangaroo之前播出。这个新节目的内容包括由记者John Hart从华盛顿哥伦比亚特区播报新闻，另外CBS新闻驻莫斯科记者Hughes Rudd也不时在节目中报道。在Joseph Benti于1970年8月28日离职后，John Hart取代他成为了坐镇纽约总部的主播，华盛顿的主播由Bernard Kalb担任，1973年Nelson Benton又在这一职位上工作了一年。
1973年8月6日，John Hart跳槽到NBC，并且节目与《今天》竞争取得成效后，Hughes Rudd与前《华盛顿邮报（The Washington Post）》记者Sally Quinn联手。然而不幸的是，这对被强力宣传的组合却被新闻界评论到“美女与怨夫”（指Quinn与Rudd的分别）原是一场灾难，主要是由于Quinn缺乏电视经验和明显感情脆弱。六个月后，也就是在1974年2月1日的节目结束后，Quinn离开节目。更富有经验的记者Bruce Morton接下了华盛顿主播台的位子，直到1977年。在此期间，新闻的风格逐渐趋向克朗凯特晚间新闻风格，即精心制作且风格直率。